# つわり
つわり（漢字の当て字は「悪阻」(おそ、と読む））とは、主に妊娠初期に起こる吐き気と嘔吐のことである。
妊娠初期の女性の約3分の2に吐き気や嘔吐が見られる。

## 概要
通常は胎盤が完成する妊娠3、4か月から5か月頃（10週から20週くらいといったところか）にかけて自然に治まることが多いが個人差があり、稀に出産直前まで続いたり、一旦治まった後にぶり返す場合もある。
以前は妊娠高血圧症候群に分類されていたが、現在では直接的に生死にかかわる症状とは考えられていない。しかしながら、重症化するとまったく飲食が出来ず衰弱したり、昏睡に至ることもある。脱水症状が進み尿からケトン体が検出されるほど重症化した場合には、ウェルニッケ脳症の発症を予防するために、輸液やビタミン剤補給などによる入院治療が必要となる。体重の減少などが見られ治療が必要になった場合は妊娠悪阻といわれる。
妊娠悪阻があまりにも重篤で母体に危険がある場合などには、医師が中絶や麻酔をかけた状態で帝王切開を行う場合がある。
動物にも似たような症状が見られ、巣作りなどの行動の変化なども見られるが、人間とは臓器が異なり、狩られないよう弱みや痛みなどを見せない動物の本能も機能しており、それがつわりと同じものかの研究は進んでいない。

## 原因
ホルモンの一種であるヒト絨毛性ゴナドトロピン (hCG) が関係しているとの説、カフェインやアルコール、寄生虫などの危険性のある食品などの胎児へ悪影響を及ぼす物質の排除説、妊娠で体質がアルカリ性から酸性に変わるため、など諸説あるが、医学的には立証にいたっていない。また、症状は心理的な要因にも大きく左右されるとの説もある。
2023年、悪阻の原因に胎盤にて産生されるGDF15というホルモンが関係していることを国際研究チームが明らかにした。もともと妊娠前のGDF15の値が低い女性はつわりが重症化するリスクが高い反面、遺伝性血液疾患によりGDF15が慢性的に高い女性はつわりをほとんど経験しないことが明らかになった。

## 症状
つわりの症状は多彩で個人差が大きく原因も解明されていないため、一般的なつわりの症状を記す。
- 吐き気、嘔吐、唾液の増加、全身倦怠感、頭痛、眠気など[7]。
- 米飯の香りやたばこの残り臭などの匂いに敏感になる[7]。
- 食べ物の好き嫌いが変化し、食欲が減退、または増進する[7]。肉、魚、鶏肉、卵、味の濃い野菜、カフェイン、アルコールなどが嫌われる[1]。果物、酢の物、パン類、トマト[8]、トウモロコシなどの植物性食品[1]などを好むようになる。

これらの症状は、早朝空腹時に強く出る傾向があると考えられている。このことから英語ではMorning sicknessと言う。なお、スポーツドリンクのような液体すら飲めない場合、脱水症状を原因とする腎不全や静脈血栓塞栓症を引き起こし母体の命に関わるため、点滴が必要となる。そのため、病院やクリニックへ治療を受ける必要がある。また、過剰な嘔吐はマロリー・ワイス症候群や極度の栄養失調はウェルニッケ脳症などが発症する恐れもある。

## 対策
- 無理をせず、体を休める[7]。
- 空腹にならないよう、水分と食事の摂取を心がける[7]。
- 身の回りから自分の嫌いなものを遠ざけたり、ストレスのたまらない生活を送る。
- 制吐薬(吐き気止め)。アメリカのガイドラインでは、妊婦のつわりに対する第一選択薬としてコハク酸ドキシラミン及び塩酸ピリドキシン（英語版）が最も安全で効果的とされる[10][11]
- 生姜が嘔気症状の改善に効果があるとの報告がある[12][13][14][15]。
- メチルプレドニゾロン(コルチコステロイド)の投与、嘔吐で体重が減少している場合は経管栄養[16]。

なお、酸素缶による酸素吸入で改善するとされる説があるが、プラセボ効果であるとされる。

## 医学的介入
つわりは妊娠5週頃から出現し、16週頃には軽快するのが通常であるが、妊娠後期や出産直前まで続くケースもある。この期間は胎児の器官形成期であるため、安易な薬物投与は胎児奇形を招く（催奇性）リスクがある。日本における代表例として、1960年代のサリドマイドによる妊婦への副作用がある。吐き気止めとして用いられる消化管機能改善薬のメトクロプラミド（プリンペラン®）は催奇形性は確認されていないものの、妊娠第一期までの少量・短期間投与に留めるべきと考えられている。漢方薬が比較的安全に投与可能といわれており、よく利用されている。点滴治療では維持液にビタメジン、タチオンなどを加えることが多い。